# Bệnh tụ huyết trùng ở gia cầm

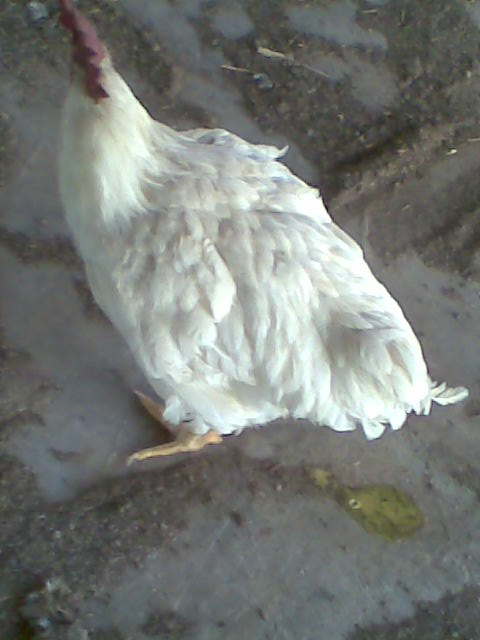
Gà bị tiêu chảy phân xanh

Bệnh tụ huyết trùng ở gia cầm (Avian Pasteurellosis, Fowl Cholera) là một bệnh truyền nhiễm cấp tính của gia cầm. Đây là bệnh mang tính địa phương, xảy ra khắp nơi trên thế giới, nhưng phổ biến hơn ở các nước vùng nhiệt đới và trầm trọng, gây thiệt hại lớn hơn là ở vùng ôn đới.

## Nguyên nhân
Bệnh do vi khuẩn Pasteurella multocida gây ra, vi khuẩn này có nhiều chủng; xảy ra ở các loài gia cầm, nhưng phổ biến nhất ở gia cầm trên một tháng tuổi.

## Triệu chứng
Bệnh xuất hiện chủ yếu ở hai thể:
- Thể cấp tính: gia cầm chết đột ngột, mào tím, đi lại chậm chạp, liệt chân hoặc liệt cánh; phân trắng loãng hoặc trắng xanh hoặc có máu tươi; thở khó, chảy nước mũi, nước miếng. Khi vi trùng vào máu gây nhiễm trùng huyết sẽ làm cho gia cầm chết nhanh.
- Thể á cấp tính: tích sưng, viêm khớp, bại liệt; mắt sưng viêm kết mạc mắt. Ở gia cầm đẻ tỷ lệ trứng giảm, tỷ lệ chết tăng. Ở Việt Nam, khi gia cầm bị bệnh tỷ lệ chết đến trên 90%.

## Bệnh tích
Mổ khám gia cầm chết thấy: xuất huyết phủ tạng và thịt tím sẫm; phổi đỏ, gan sưng, ruột sưng đôi khi có máu; có thể thấy dịch thẩm xuất như "pho mát" ở gan, tim; đặc biệt trên mặt gan có những hoại tử trắng lấm tấm như đầu đinh ghim. Ở gia cầm đẻ buồng trứng vỡ nát.

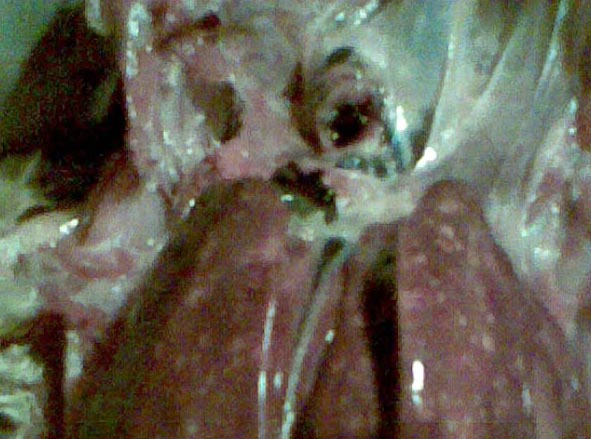
Hoại tử ở gan

## Phòng bệnh
Sử dụng vắc xin phòng bệnh: trên 1 tháng tuổi tiêm vắc-xin keo phèn 0,5 ml/1 con và nhắc lại lần thứ hai sau 4 - 6 tháng. Kết hợp với vệ sinh chuồng trại, thiết bị chăn nuôi; định kỳ phun khử trùng trong, ngoài chuồng nuôi 1-2 tuần/1 lần; chăm sóc nuôi dưỡng tốt để nâng cao sức đề kháng cho gia cầm.